# 멜로 (2014년 영화)
"멜로"는 2014년에 개봉한 대한민국의 영화이다.

## 캐스팅
- 김혜나 : 윤서 역
- 이선호 : 태인 역
- 김나미 : 승희 역
- 김효수 : 지훈 역
- 고우리 : 지은 역
- 김민지 : 수진 역
- 윤희진 : 나영 역
- 윤영민 : 옆집여자 역
- 조승연 : 조 형사 역
- 한희경 : 바텐더 역
- 노승진 : 형사 역
- 송지언 : 아르바이트생 역
- 신동훈 : 국과수요원 역
- 가민채 : 카페손님 역
- 한성용 : 옆집남자 역
- 박영철 : 신랑 역
- 김아름 : 신부 역
- 염혜아 : 피아노소녀 역
- 김남순 : 동네주민 역
- 이승민 : 윤미 역 (우정출연)
- 이영진 : 카페매니저 역 (우정출연)